# Michael Laitman
Michael Laitman (Vitebsk (Bjelorusija), 31. kolovoza 1946.), kabalist, profesor ontologije i teorije znanja, osnivač i predsjednik Instituta za poučavanje i istraživanje Kabale “Bnei Baruch”, i Istraživačkog instituta Ashlag (ARI), neprofitne organizacije za istraživanje i didaktičke aktivnosti u polju Kabale. Laitman je učenik i osobni asistent Rabina Baruch Ashlaga, sina Rabina Yehude Ashlaga, autora Sulam (dosl., ljestve) komentara na Zohar.

## Životopis
Magistrirao je biokibernetiku na Politehničkom Sveučilištu u Sankt Peterburgu, a doktorirao filozofiju na Ruskoj akademiji znanosti u Moskvi.
Od 1970. radi na Lenjingradskom Politehničkom institutu na područjima istraživanja regulacije krvotoka u srcu i mozgu. Nakon zatvaranja instituta radi u Selvastopolju na Vojnomedicinskoj akademiji na području “svemirske medicine”.
1974. godine seli u Izrael, gdje radi u Vojnom zrakoplovstvu, na provjeri elektroničkih uređaja za navigaciju F-16 bombardera.
1976. počinje studirati i istraživati Kabalu.
1979. godine, tražeći nove pravce u Kabali, nailazi na kabalista rabina Barucha Shalom HaLevi Ashlaga (1906-1991), prvorođenog sina i nasljednika kabalista rabina Yehude Leiba HaLevi Ashlaga (1884-1954), znanog kao Baal HaSulam zbog svojega Sulam (ljestve)- komentara na Knjigu Zohar. Michael Laitman bio je toliko impresioniran Baruch Ashlagom, da mu je postao najbliži učenik i osobni pomoćnik, provodeći većinu svojega vremena u društvu svog poštovanog mentora i upijajući znanja koliko god je to mogao.
Danas Laitmana smatraju jednim od najvećih autoriteta za Kabalu. Autor je 30-ak knjiga koje su prevedene na deset jezika. Njegove se lekcije uživo emitiraju svakodnevno na Internetu.
Posljednjih godina, postao je traženi predavač u akademskim krugovima Sjedinjenih Američkih Država i Europe.

## Rekli su o njemu:
dr. Fred Alan Wolf, autor 11 knjiga među kojima je The Yoga of Time Travel (Joga putovanja kroz vrijeme) i Matter into Feeling: a New Alchemy of Science, Spirit and Mind into Matter (Materija u osjećaje: nova alkemija znanosti, duha i uma u materiju):
"Stvarno ste vrhunski majstor. Volio bih sjediti pred vašim nogama i dugo učiti."
mr. Jeffery Satinover, s Odsjeka za fiziku Sveučilišta u Nici, Francuska, autor 7 knjiga o kvantnoj fizici i psihijatriji, uključujući Quantum Brain (Kvantni Mozak) i Cracking the Bible Code (Dekodiranje Biblijskog koda):
"Izlazak Kabale iz tajnosti u izvornom obliku povijesno je značajan i uistinu frapantan. Imao sam veliku privilegiju i čast osobno upoznati Rav Michael Laitmana... Dr. Laitman ovoj drevnoj disciplini donosi toplo srce, duboka učenja i iskustvo, kao i temeljito razumijevanje modernih načela empirizma. Veliki su umovi kroz stoljeća nalazili u izvornoj Kabali (moram upozoriti - za razliku od njezinih brojnih površnih varijanti), izvor ne-sektaškog, humanog i duhovnog vodstva."
prof. Daniel Matt, jedan od vodećih svjetskih istraživača u Kabali, profesor židovske duhovnosti na Teološkoj uniji Berkley Sveučilišta u Kaliforniji, predavač na Sveučilištu Stanford, te Hebrejskom Sveučilištu u Jeruzalemu; objavio je šest knjiga, uključujući Zohar: The Book of Enlightment (Zohar: knjiga prosvjetljenja), Essential Kabbalah (Esencijalna Kabala),i God and Big Bang (Bog i Veliki prasak); trenutno radi na prvom komentiranom prijevodu Knjige Zohar na engleski jezik:
"Rav Michael Laitman jedinstvena je i fascinantna osoba: talentirani znanstvenik koji je oblikovao svrhovitu sintezu znanosti i Kabale."
Arthur Goldwag, autor The Belifnet Guide to Kabbalah (Belifnetov vodič za Kabalu):
"Ovdje nema lažnih crvenih vrpci, nema lakovjernih obećanja o uspjesima u materijalnom svijetu. Umjesto toga, Rav Laitman nas poziva da transformiramo sebe - i svijet - kroz izazovan, često bolan rad kroz Kabalu"
prof. Ervin Laszlo, voditelj Svjetskog vijeća mudrosti (World Wisdom Council), osnivač Budimpeštanskog kluba, jedan od prvih predstavnika na polju sistemske filozofije i opće teorije evolucije; izdao gotovo 70 knjiga prevedenih na 18 jezika; predavao na brojnim sveučilištima u SAD i Europi:
"U vrijeme kritičnih izbora za našu budućnost na ovom planetu, drevna mudrost Kabale posjeduje obnovljenu bitnost i korisnost. Mudrost sadržana u klasičnim spisima (Biblija) mora se iznijeti na otvoreno kako bi iznijela probleme s kojima se susrećemo i pokazala koje su nam mogućnosti otvorene, a ta se poruka mora omogućiti svim ljudima, u Izraelu i cijelom svijetu. Rav Michael Laitman kvalificiran je kao nitko drugi za ovaj sudbonosni izazov, kroz kojeg ispunjava svoju povijesnu misiju."
dr. Tamar Frankiel, autor knjige The Gift of Kabbalah: Discovering the Secrets of Heaven, Renewing Your Life on Earth (Dar Kabale: otkrivanje tajni nebesa, obnavljajući svoj život na Zemlji):
"dr. Laitman objašnjava kako je Kabala, shvaćena ispravno, znanost duhovne mudrosti koja transformira naše želje kako bismo mogli donijeti dobrobit cjelokupnoj kreaciji.

## Knjige:
- Attaining the Worlds Beyond (HTML)
- A Guide to the Hidden Wisdom of Kabbalah (HTML)
- Kabbalah, Science and the Meaning of Life (PDF | Word | HTML)
- Introduction to the Book of Zohar: Volume 1 — The Science of Kabbalah (Pticha) (HTML)
- Introduction to the Book of Zohar: Volume 2 — Introduction to the Book of Zohar (PDF | Word | HTML)
- The Kabbalah Experience (HTML)
- Kabbalah for Beginners (HTML)
- Basic Concepts in Kabbalah (PDF | Word | HTML)
- The Path of Kabbalah (HTML)

## Vanjske poveznice
- www.kabbalah.info - stranica Instituta za poučavanje i istraživanje Kabale “Bnei Baruch” (hrvatska verzija stranice)
- www.arionline.info  Arhivirana inačica izvorne stranice od 10. travnja 2010. (Wayback Machine) - stranica Istraživačkog instituta Ashlag (ARI)